# Цукада Макі
Цукада Макі  (яп. 塚田 真希, 5 січня 1982) — японська дзюдоїстка, олімпійська чемпіонка.

## Виступи на Олімпіадах
| Олімпіада  | Дисципліна      | Місце |
| ---------- | --------------- | ----- |
| Афіни 2004 | важка категорія | 1     |
| Пекін 2008 | важка категорія | 2     |